# Nordea Bank Danmark
Nordea Bank Danmark A/S var indtil 2017 en dansk bank- og finanskoncern. Den var en del af Nordea - den største finansielle koncern i Norden. Nordea Virksomheden blev etableret i 1997 ved en fusion med Unibank. Nordea har fortsat bankvirksomhed i Danmark igennem Nordea Danmark, der blev oprettet i år 2000.